# Juozas Rimkus
Juozas Rimkus (ur. 14 września 1960 w Gineikiai) – litewski agronom i polityk. Poseł na Sejm Republiki Litewskiej.

## Życiorys
W 1979 uzyskał certyfikat w dziedzinie agronomii w Rolniczej Szkole Zawodowej w Tytuvėn. W 2004 otrzymał dyplom z agronomii i certyfikat nauczyciela na Uniwersytecie Litewskim (ob. Uniwersytet Aleksandrasa Stulginskisa).
W latach 1981–1993 był managerem w na farmie drobiu w Verpenie. Następnie został dyrektorem firmy rolniczej w tym samym mieście. W latach 1999–2002 został doradcą ds. produkcji roślinnej i rozwoju obszarów wiejskich w Szawle. Od 2002 do 2007 roku był głównym specjalistą w Departamencie Rolnictwa na Litwie. 2007-2016 – Kierownik Działu ds. Jednostki, Rolnictwa i Rozwoju Obszarów Wiejskich w Kielmy.
W 2016 przyjął propozycję kandydowania do Sejmu z ramienia Litewskiego Związku Rolników i Zielonych. W wyborach w 2016 uzyskał mandat posła na Sejm Republiki Litewskiej.